# Правда (тарот карта)
Правда (XI) је тарот карта Велике Аркане, означена бројем VIII или XI, у зависности од шпила. Ова карта се користи у игрању игара као и у прорицању.

## Опис
Карта Правда се појављује као део тарот шпила још у раном тароту, као што је тарот из Марсеја. То је део Велике Аркане тарота и обично прати Кочију, као карту VIII, иако се неки шпилови разликују од овог редоследа. Правда као врлина прати две друге кардиналне врлине у Великој Аркани: умереност и снагу.
Фигура на карти у левој руци држи вагу направљену од злата, што симболизује уравнотежену одлуку.

## Тумачење
Према књизи А. Е. Вејта из 1910. године Сликовни кључ тарота, карта Правда носи неколико прорицатељских асоцијација:
11. ПРАВДА. —Правичност, исправност, поштење, извршна власт; тријумф заслужне стране закона. Обрнуто: Закон у свим његовим одељењима, правне компликације, нетрпељивост, пристрасност, претерана строгост.
У астрологији, карта правде је повезана са планетом Венером и хороскопским знаком Вага. 

## Нумерација
Правда је традиционално осма карта, а Снага једанаеста, али је утицајни шпил Рајдер–Вејт–Смит променио положај ове две карте како би се боље уклопиле у астролошке кореспонденције које је развио Херметички ред Златне зоре, под која је осма карта повезана са Лавом а једанаеста са Вагом. Ова промена је првобитно предложена у мистериозним рукописима шифрарника који су чинили основу за учење Златне зоре о тароту и другим темама.